# TRAPPIST-1 c
A TRAPPIST-1 c egy exobolygó, amely a TRAPPIST-1 nevű ultrahűvös vörös törpe körül kering, ami nagyjából 39 fényévre van a Földtől, a Vízöntő csillagképben.

## Lakhatóság
A becslések szerint a TRAPPIST-1 c, illetve a TRAPPIST-1 b négy, Földi méretű óceánt veszítettek el, így alacsony az esélye, hogy az égitesten élet alakult ki. A TRAPPIST-1 d azonban képes lehetett annyi folyékony vizet megőrizni, hogy felszínén élet alakuljon ki.

## Színképe
A TRAPPIST-1 c és a TRAPPIST-1 b bolygók színképéről hasonló információkat tudunk elmondani. Nem valószínű, hogy egy felhőmentes, hidrogén-uralta atmoszféra alakult volna ki; valószínűtlen, hogy hosszabb ideig meg tudnak tartani egy kiterjedt gázhalmazt. A színek egy felhőmentes, vízgőzből álló atmoszférára vagy egy Vénusz-féle atmoszférára engednek következtetni az égitestek esetében.

## Galéria
- A TRAPPIST-1 bolygórendszerének fantáziarajza a csillaghoz közeli bolygókkal
- A TRAPPIST-1 és három bolygója a központi csillag a hozzá közelebb keringő bolygók egyikéről

## Fordítás
Ez a szócikk részben vagy egészben  a   TRAPPIST-1c című angol Wikipédia-szócikk ezen változatának fordításán alapul.  Az eredeti cikk szerkesztőit annak laptörténete sorolja fel. Ez a jelzés csupán a megfogalmazás eredetét és a szerzői jogokat jelzi, nem szolgál a cikkben szereplő információk forrásmegjelöléseként.